# Böhmiska kvinnokriget
Böhmiska kvinnokriget var ett krig, som, enligt en gammal böhmisk saga, de böhmiska kvinnorna omkring 740, efter drottning Libušes död, förde med männen om makten i landet.
Det berättas, att kvinnorna, som anfördes av Libušes väninna Vlasta, i flera år från det mitt emot Vyšehrad belägna fästet Děvín (jungfruborgen) härskade över den omgivande nejden, tills männen genom list lyckades få fästet i sitt våld. Sagan har antagligen intet historiskt underlag. Romanförfattaren Václav Hajek är upphovsman till alla senare bearbetningar (av Ebert, van der Velde med flera) av denna saga.